# Endstation Freiheit
Pour plus de détails, voir Fiche technique et Distribution.
Endstation Freiheit est un film dramatique allemand écrit et réalisé par Reinhard Hauff et sorti en 1980.
Les acteurs principaux sont Burkhard Driest — qui a également écrit le scénario (autobiographique) — et Rolf Zacher dans le rôle de deux anciens prisonniers aux parcours de vie différents.

## Fiche technique
- Titre original : Endstation Freiheit
- Réalisation : Reinhard Hauff
- Scénario : Burkhard Driest
- Photographie : Frank Brühne
- Montage : Peter Przygodda
- Musique : Irmin Schmidt
- Costumes : Monika Altmann, Gerlind Gies
- Production : Eberhard Junkersdorf, Dieter Schidor, Willi Segler
- Sociétés de production :
- Direction artistique : Toni Lüdi
- Décors : Heidi Lüdi
- Pays de production : Allemagne de l'Ouest
- Langue originale : allemand
- Format : couleur
- Genre : drame
- Durée : 112 minutes
- Dates de sortie[1] :
  - Allemagne de l'Ouest : 31 octobre 1980

## Distribution
- Burkhard Driest : Nick Dellmann
- Rolf Zacher : Henry Kirscher
- Katja Rupé : Eva
- Carla Egerer : Leila (comme Carla Aulaulu)
- Kurt Raab : Maria Franz Beekenbrandt
- Eckehard Ahrens : Donald
- Joey Buschmann : Janni
- Veit Relin : Dorsil
- Werner Eichhorn : Alter Mann
- Hans Noever : Hüttenkamp
- Reinhold Olszewski : Vater Dellmann
- Michael Pand : Tagarski (comme Michael Gspandl)
- David Hess : Schorsch - Ossi
- Hark Bohm : TV-Moderator
- Gabriele Dossi : TV-Ansagerin
- Christel Buschmann : Diskussionsteilnehmerin
- Irm Hermann : pharmacien
- Marquard Bohm : John

## Récompenses et distinctions
- Deutscher Filmpreis 1981 : Film Award in Gold : Meilleure performance d'un acteur dans un second rôle (Beste darstellerische Leistung - Männliche Nebenrolle) pour Rolf Zacher
- Festival du film de Munich 1981 : Chaplin Shoe du meilleur acteur (Bester Darsteller) pour Rolf Zacher

- (en) Endstation Freiheit: Awards, sur l'Internet Movie Database